# Gabon na Letních olympijských hrách 2012
Gabon se účastnil Letní olympiády 2012. Zastupovalo jej 24 sportovců (22 mužů a 2 ženy), kteří soutěžili v 5 sportech.

## Medailisté
| Medaile | Jméno         | Sport     | Disciplína  |
| ------- | ------------- | --------- | ----------- |
| Stříbro | Anthony Obame | Taekwondo | muži +80 kg |